# Heinz Dietrich

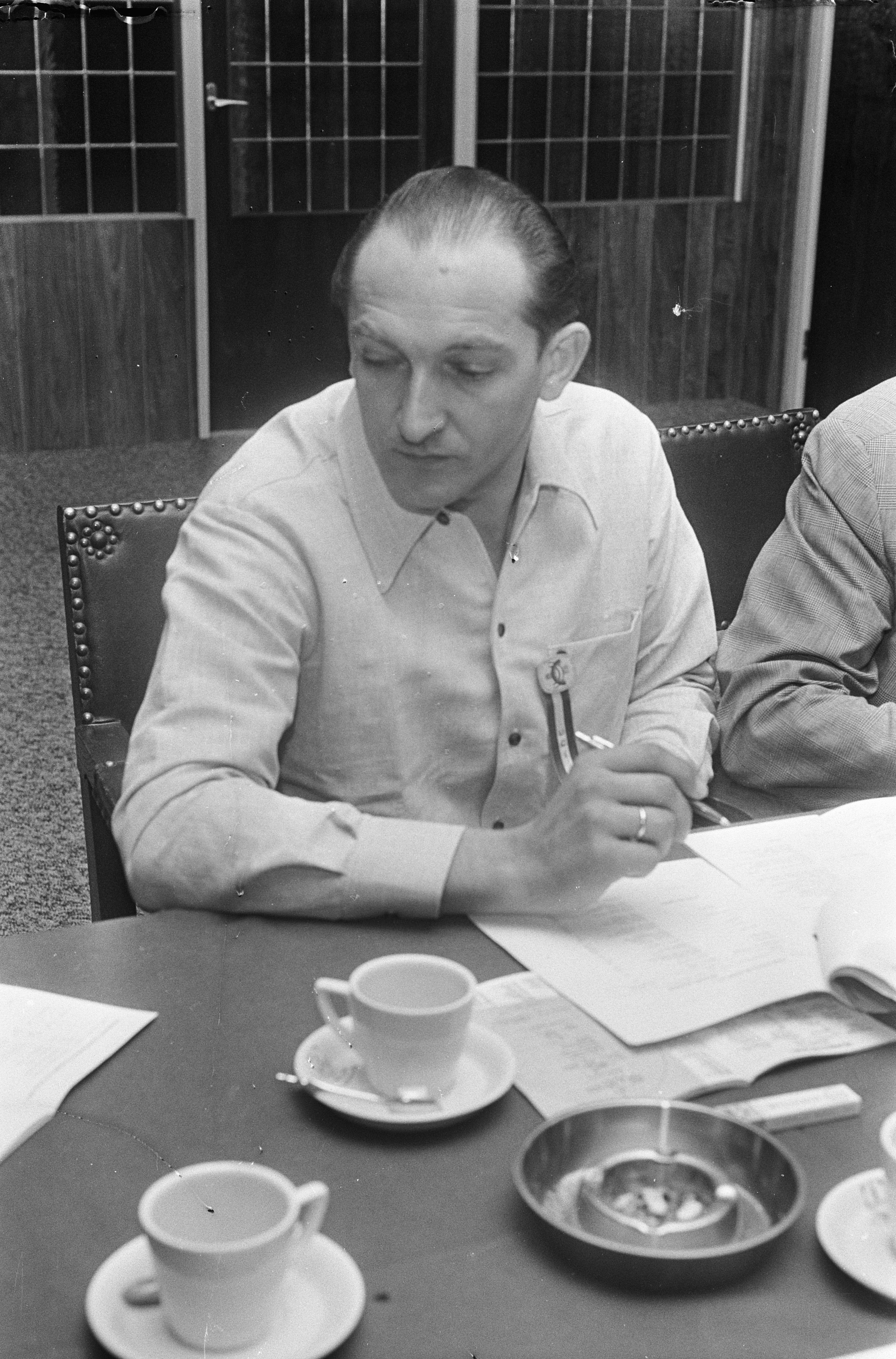
Heinz Dietrich (1967)

Heinz Dietrich (* 28. Januar 1927 in Neudorf; † 11. November 2014 in Berlin) war ein deutscher Sportfunktionär in der Deutschen Demokratischen Republik (DDR). Er war von 1958 bis 1969 Generalsekretär des Radsportverbands der DDR und von 1955 bis 1992 Hauptleiter der Internationalen Friedensfahrt.

## Leben
Dietrich wuchs in Peterswaldau in Niederschlesien auf und erlernte nach der Volksschule den Bäckerberuf. Am 8. Februar 1944 beantragte er die Aufnahme in die NSDAP und wurde zum 20. April desselben Jahres aufgenommen (Mitgliedsnummer 9.756.522). Im selben Jahr wurde er zum Reichsarbeitsdienst und im Januar 1945 in die deutsche Wehrmacht eingezogen. Er kämpfte bis Kriegsende im Zweiten Weltkrieg und war an der Oder eingesetzt. Im April 1945 wurde er in Berlin-Marienfelde verwundet.
Bis 1948 war er als Sanitäter in Schwerin, danach als Bäcker bei der Konsumgenossenschaft in Görlitz tätig. 1948 trat Dietrich in die Sozialistische Einheitspartei Deutschlands (SED) ein und besuchte 1949/50 eine Parteischule. 1950 wurde er Leiter des Kreissportausschusses Görlitz und 1952 Leiter der Sportvereinigung Traktor in Sachsen. Von 1952 bis 1954 war Dietrich Vorsitzender des Bezirkskomitees für Körperkultur und Sport in Leipzig, ab 1954 Organisationsleiter des I. Deutschen Turn- und Sportfests und dann bis 1958 Abteilungsleiter für Motorrenn- und Radsport im Staatlichen Komitee für Körperkultur und Sport in Ostberlin.
Von 1958 bis 1969 war Dietrich Generalsekretär des Radsportverbands der DDR und von 1955 bis 1992 Hauptleiter der Internationalen Friedensfahrt. 1955 war er zusätzlich Teamchef der DDR-Mannschaft.
Bei den Olympischen Spielen 1968 in Mexiko-Stadt war Dietrich in einen in der Bundesrepublik Deutschland viel beachteten und nie ganz aufgeklärten Eklat verwickelt. Während der Wettkämpfe der 4000-m-Mannschaftsverfolgung war er Mitglied der „Jury d'Appell“, die als zweite Instanz für Widersprüche gegen Schiedsrichterentscheidungen fungierte. In einer umstrittenen Entscheidung war die im Finale weit führende bundesdeutsche Mannschaft disqualifiziert worden. Der aus der DDR geflüchtete Fahrer Jürgen Kißner war Mitglied des disqualifizierten Teams. Kißner hatte sich vier Jahre zuvor in Köln von der DDR-Mannschaft abgesetzt und war in Westdeutschland geblieben. Da einer der olympischen Schiedsrichter und Dietrich hohe Funktionen im DDR-Sport bekleideten und die Disqualifikation bestätigten, wurde die Entscheidung in einigen bundesdeutschen Medien als „Rache für Köln“ bezeichnet, die aus politischen Gründen oder gar auf Weisungen der DDR-Führung erfolgt sei.
Von 1969 bis 1990 war Dietrich außerdem Generalsekretär der Gesellschaft zur Förderung des olympischen Gedankens der DDR, von 1965 bis 1991 Vizepräsident der Technischen Kommission des Internationalen Amateur-Radsportverbandes (FIAC), Technischer Delegierter bei den Olympischen Spielen 1980 bis 1992 und von 1966 bis 1999 Antidoping-Kommissär des Radsport-Weltverbands Union Cycliste Internationale (UCI).
1991 war Dietrich Mitbegründer des Friedensfahrt-Kuratoriums. Er war Unterstützer des Radsportmuseums Course de la Paix in Kleinmühlingen.

## Auszeichnungen
- 1960 Verdienter Meister des Sports (DDR)
- 1960 Vaterländischer Verdienstorden in Bronze und 1963 in Silber (DDR)
- 1978 Ehrenzeichen für Körperkultur und Sport der Deutschen Demokratischen Republik
- 1979 UCI-Ehrenmedaille mit Diamanten[6]
- 1987 Orden Banner der Arbeit Stufe I (DDR)[7]